# 연천군의 국회의원
연천군은 그 대부분이 북위 38도이북에 위치하는 수복지구로서, 1945년 11월에 연천군의 38선 이남 지역이 다른 군으로 편입되어 폐지되었다가 수복지구의 행정권 회복 때 부활한 행정구역이기 때문에 1956년 5월 15일 제3대 대통령 및 제4대 부통령 선거가 연천군으로 치른 최초의 선거였다. 국회의원 선거는 1958년 5월 2일 제4대 국회의원 선거부터 실시되었다.

## 행정구역 변천
- 1945년 8월 15일 경기도 연천군
- 1945년 11월 3일 연천군 적성면·남면이 파주군에 편입, 연천군 폐지
- 1954년 11월 17일 장단군 강상면(왕징면)·대강면·장도면·장남면(백학면)을 편입하여 경기도 연천군으로 수복지구 재편
- 1963년 1월 1일 철원군 신서면 편입
- 1983년 2월 15일 관인면이 포천군에 편입, 포천군 청산면이 연천군에 편입

## 연천군의 역대 국회의원
| 대수         | 이름           | 소속정당     | 임기                               | 선거구역                                                                   |
| ------------ | -------------- | ------------ | ---------------------------------- | -------------------------------------------------------------------------- |
| 제4대        | 이익흥(李益興) | 자유당       | 1958년 5월 31일 ~ 1960년 5월 31일  | 연천군 일원(제24선거구)                                                    |
| 제5대 민의원 | 허혁(許䓇)     | 민주당       | 1960년 7월 29일 ~ 1961년 5월 16일  | 연천군 일원(제9선거구)                                                     |
| 제6대        | 홍익표(洪翼杓) | 민주당       | 1963년 12월 17일 ~ 1967년 6월 30일 | 포천군·가평군·연천군 일원(제6선거구)                                       |
| 제7대        | 오치성(吳致成) | 민주공화당   | 1967년 7월 1일 ~ 1971년 6월 30일   | 포천군·가평군·연천군 일원(제6선거구)                                       |
| 제8대        | 오치성(吳致成) | 민주공화당   | 1971년 7월 1일 ~ 1972년 10월 17일  | 포천군·가평군·연천군 일원(제7선거구)                                       |
| 제9대        | 김용채(金鎔采) | 민주공화당   | 1973년 3월 12일 ~ 1979년 3월 11일  | 연천군·포천군·가평군·양평군 일원                                           |
| 제9대        | 천명기(千命基) | 신민당       | 1973년 3월 12일 ~ 1979년 3월 11일  | 연천군·포천군·가평군·양평군 일원                                           |
| 제10대       | 오치성(吳致成) | 민주공화당   | 1979년 3월 12일 ~ 1980년 10월 27일 | 연천군·포천군·가평군·양평군 일원                                           |
| 제10대       | 천명기(千命基) | 신민당       | 1979년 3월 12일 ~ 1980년 10월 27일 | 연천군·포천군·가평군·양평군 일원                                           |
| 제11대       | 이한동(李漢東) | 민주정의당   | 1981년 4월 11일 ~ 1985년 4월 10일  | 연천군·포천군·가평군 일원(제12선거구)                                      |
| 제11대       | 홍성표(洪晟杓) | 민주한국당   | 1981년 4월 11일 ~ 1985년 4월 10일  | 연천군·포천군·가평군 일원(제12선거구)                                      |
| 제12대       | 이한동(李漢東) | 민주정의당   | 1985년 4월 11일 ~ 1988년 5월 29일  | 연천군·포천군·가평군 일원(제12선거구)                                      |
| 제12대       | 김용채(金鎔采) | 한국국민당   | 1985년 4월 11일 ~ 1988년 5월 29일  | 연천군·포천군·가평군 일원(제12선거구)                                      |
| 제13대       | 이한동(李漢東) | 민주정의당   | 1988년 5월 30일 ~ 1992년 5월 29일  | 연천군·포천군 일원                                                         |
| 제14대       | 이한동(李漢東) | 민주자유당   | 1992년 5월 30일 ~ 1996년 5월 29일  | 연천군·포천군 일원                                                         |
| 제15대       | 이한동(李漢東) | 신한국당     | 1996년 5월 30일 ~ 2000년 5월 29일  | 연천군·포천군 일원                                                         |
| 제16대       | 이한동(李漢東) | 자유민주연합 | 2000년 5월 30일 ~ 2004년 5월 29일  | 연천군·포천군 일원                                                         |
| 제17대       | 이철우(李哲禹) | 열린우리당   | 당선 무효                          | 포천시·연천군 일원                                                         |
| 제17대       | 고조흥(高照興) | 한나라당     | 2005년 5월 1일 ~ 2008년 5월 29일   | 포천시·연천군 일원                                                         |
| 제18대       | 김영우(金榮宇) | 한나라당     |                                    | 포천시·연천군 일원                                                         |
| 제19대       | 김영우(金榮宇) | 새누리당     | 2012년 5월 30일 ~ 2016년 5월 29일  | 포천시·연천군 일원                                                         |
| 제20대       | 김성원(金成願) | 새누리당     | 2016년 5월 30일 ~ 2020년 5월 29일  | 동두천시·연천군 일원                                                       |
| 제21대       | 김성원(金成願) | 미래통합당   | 2020년 5월 30일 ~ 2024년 5월 29일  | 동두천시·연천군 일원                                                       |
| 제22대       | 김성원(金成願) | 국민의힘     | 2024년 5월 30일 ~                  | 동두천시·양주시·연천군 을: 양주시 남면, 은현면, 동두천시 일원, 연천군 일원 |

## 같이 보기
- 연천군·포천군
- 포천시·연천군
- 동두천시·연천군
- 동두천시·양주시·연천군 을
- 파주시의 국회의원
- 장단군의 국회의원
- 철원군의 국회의원
- 포천시의 국회의원
- 가평군의 국회의원
- 양주시의 국회의원
- 동두천시의 국회의원